# George Reginald Geary
Pour les articles homonymes, voir George Geary et Geary.
George Reginald Geary (12 août 1872-30 avril 1954) est un homme politique canadien de l'Ontario. Il est député fédéral conservateur de la circonscription ontarienne de Toronto-Sud de 1925 à 1935. Il est ministre dans le cabinet du premier ministre Richard Bedford Bennett.
Il est également maire de la ville de Toronto de 1910 jusqu'à sa démission en 1912

## Biographie
Né à Strathroy en Ontario, Geary s'établit avec sa famille à Sarnia. Il gradue du Upper Canada College et de l'école de droit de l'Université de Toronto en 1896 où il est membre de la fraternité Alpha Delta Phi. S’enrôlant dans le Corps expéditionnaire canadien en janvier 1915, il sert lors de la Première Guerre mondiale et est récompensé de la Croix militaire et la Légion d'honneur française. Geary reçoit également la Croix de guerre. Il est démobilisé en mars 1919 et est membre de l'Ordre Orange.

## Politique municipale
S'intéressant à la politique peu après avoir gradué, il devient conseiller du district scolaire #4 en 1904 et conseiller municipal de 1905 à 1907. Tentant sans succès d'être élu à la mairie de Toronto en 1908, il y parvient en 1910. Réélu en 1911 et en 1912. Il démissionne en octobre 1912 afin d'accepter un poste de conseiller juridique pour la ville.
Durant son mandat, il annonce un plan pour un nouveau Conseil du port. 

## Politique fédérale
En 1925, il est élu à la Chambre des communes du Canada et sert brièvement comme ministre de la Justice en 1935. Défait lors de l'élection de 1935, il l'est à nouveau en 1940.

## Décès
Geary meurt à Toronto en septembre 1954 à l'âge de 80 ans. Il est inhumé au cimetière St. James Cemetery de Toronto. En 1990, son ancienne demeure devient site historique provincial sous le nom de Geary House.